# Центральный Государственный музей Республики Казахстан
Центральный Государственный музей Республики Казахстан (каз. Қазақстан Республикасы Мемлекеттік орталық музейі) — музей, расположенный в Алматы. Один из старейших и крупнейших музеев Казахстана и Центрально-Азиатского региона. Коллекция фонда насчитывает около 300 тысяч единиц хранения.

## История музея
В 1920 году согласно постановлению правительства Киргизской (Казахской) АССР был создан Казахский центральный краевой музей. В то время частично коллекция Оренбургского губернаторского музея переведена в распоряжение образовательного Центрального краевого музея.  
В 1929 году в связи с переносом Центрального краевого музея в город Алма-Ата состоялось сложение ЦГМ РК.
В 30-х годах XIX века в городе Оренбурге при Неплюевском военном училище был организован «Музей Оренбургского края». Позднее в фонд музея входит коллекция музея Оренбургского края и коллекция Жетысуйского (Семиреченского) областного музея.
В 1931 году музей расположился в здании бывшего Кафедрального собора в городе Алма-Ате. В 1941 году в основу фонда вошла коллекция Республиканского антирелигиозного музея.
В 1985 году было построено современное здание, в котором сейчас располагается Центральный Государственный музей Казахстана. В состав музейного комплекса входит крупнейший в Казахстане Центр реставрации, который работает над восстановлением произведений искусства.
В 2005 году музей получил официальный статус научно-исследовательской организации, что даёт возможность проводить исторические экспедиции и расширить сферу деятельности организации. С 2006 года музей участвует в международной акции «Ночь музеев».
В 2025 году Президент Республики Казахстан К.К. Токаев присвоил музею статус "Национальный".

## Здание музея

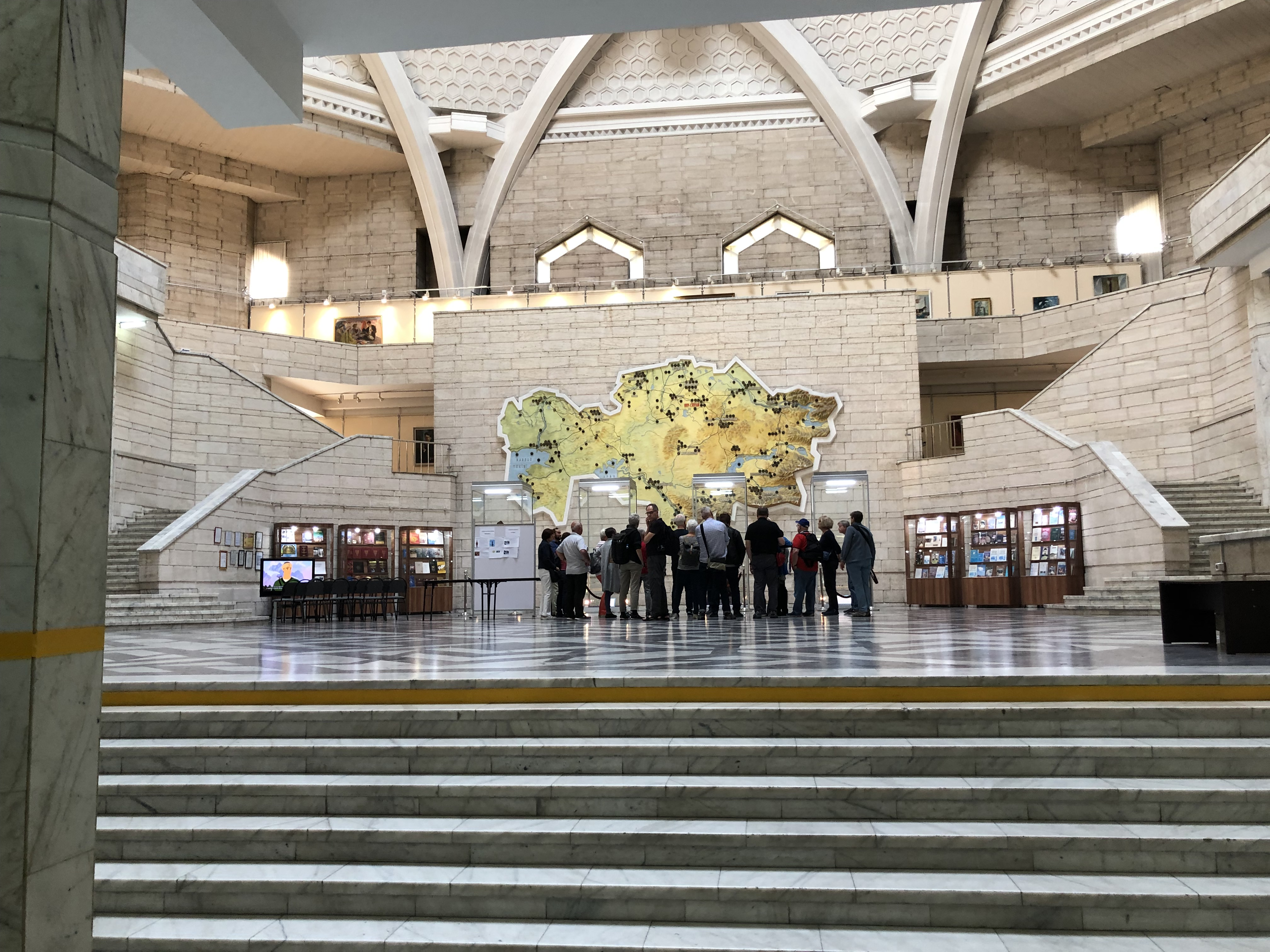
Интерьер музея

Здание музея было построено с 1978 по 1985 годы. До этого музей располагался в Свято-Вознесенском соборе.
Оно было возведено по заказу Алма-Атинского горисполкома организацией «Главалмаатастрой». Проектировщиком проекта выступил ГПИ «Казгорстройпроект». Руководителем архитектурного коллектива стал Ю.Г. Ратушный. Автор проекта — З.М. Мустафина в сотрудничестве с Б.А. Рзагалиевым, Б.И. Никишиной, В.И. Слюсаревой и другими.
Прямоугольное в плане трёхэтажное здание покоится на «стилобате», образованном естественным рельефом местности. Объёмно - пространственная характеристика сооружения основана на использовании стилевых приемов казахского зодчества. Каркас здания разработан на рамной системе восьми наружных опор- пилонов. Фасады решены единым ритмическим строем пилястр, объединяющих три этажа. Композиционный центр здания - двусветный вестибюль, поэтажно фланкированный экспозиционными залами. Во внутренней отделке музея использован цветной металл, мрамор, паркет, ракушечник, гранит.

### Статус памятника
В январе 1986 года, решением Алма-Атинского горисполкома здание Центрального музея было включено в список памятников истории культуры.
10 ноября 2010 года был утверждён новый Государственный список памятников истории и культуры местного значения города Алматы, одновременно с которым все предыдущие решения по этому поводу были признаны утратившими силу. В этом Постановлении был сохранён статус памятника местного значения здания музея. Границы охранных зон были утверждены в 2014 году.
Приказом Министра культуры и спорта Республики Казахстан от 14 апреля 2020 года №88 «Об утверждении Государственного списка памятников истории и культуры республиканского значения»  здание Центрального Государственного музея Республики Казахстан включен в список памятников истории и культуры республиканского значения.

## Экспозиционные залы
- Первый экспозиционный зал — зал палеонтологии и археологии.
- Второй экспозиционный зал — зал исторической этнографии.
- Третий экспозиционный зал «История Казахстана» состоит из двух разделов: «Культура диаспор проживающих в Казахстане» и «Казахстан в годы Великой Отечественной войны. 1941-1945 гг.».
- Четвёртый экспозиционный зал — зал «Современный Казахстан».
- Пятый экспозиционный зал — «Открытый фонд». Археологическое золото Казахстана.
- Шестой экспозиционный зал — «Музей антропологии».

## Галерея

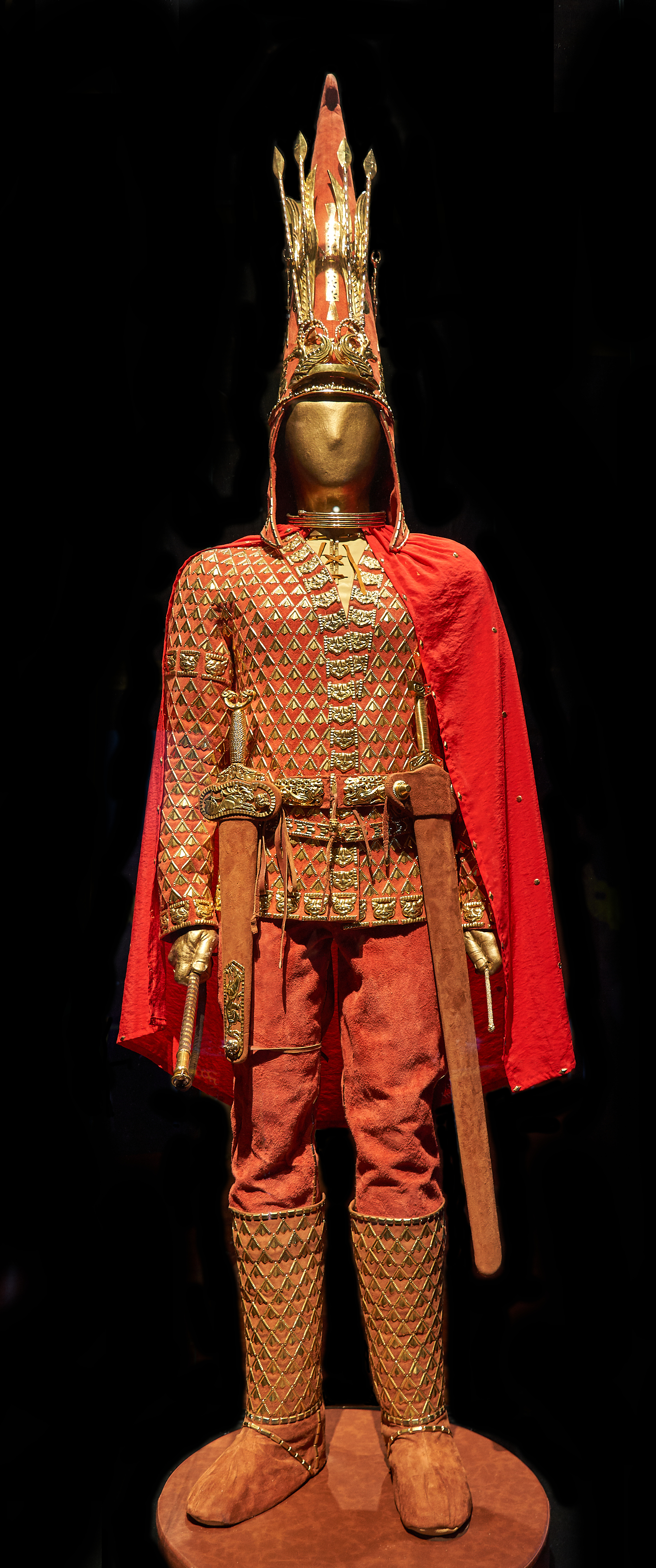
Иссыкский золотой человек.

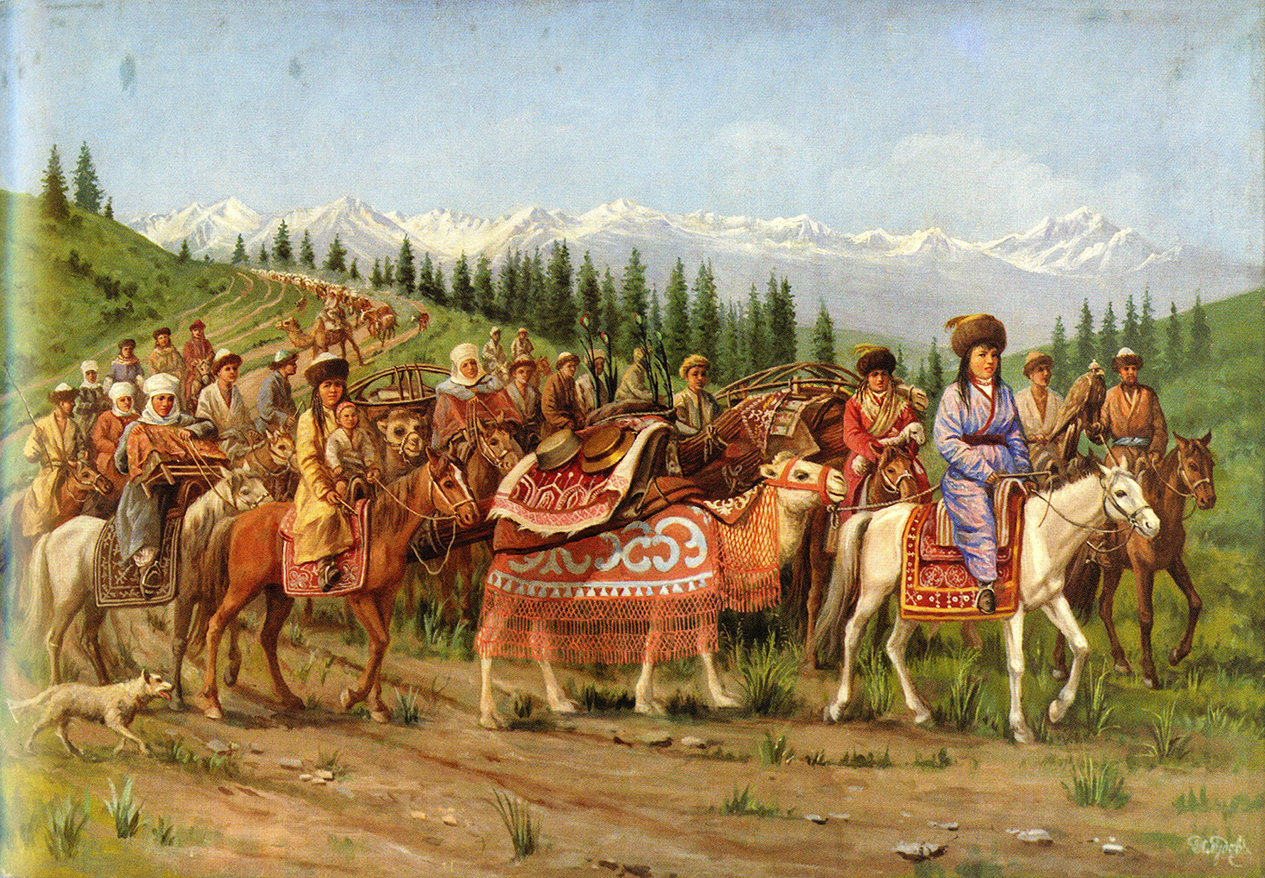
Николай Хлудов. «Богатое кочевье». Российская империя, Степное генерал-губернаторство, Семиреченская область, середина 1880-х гг.
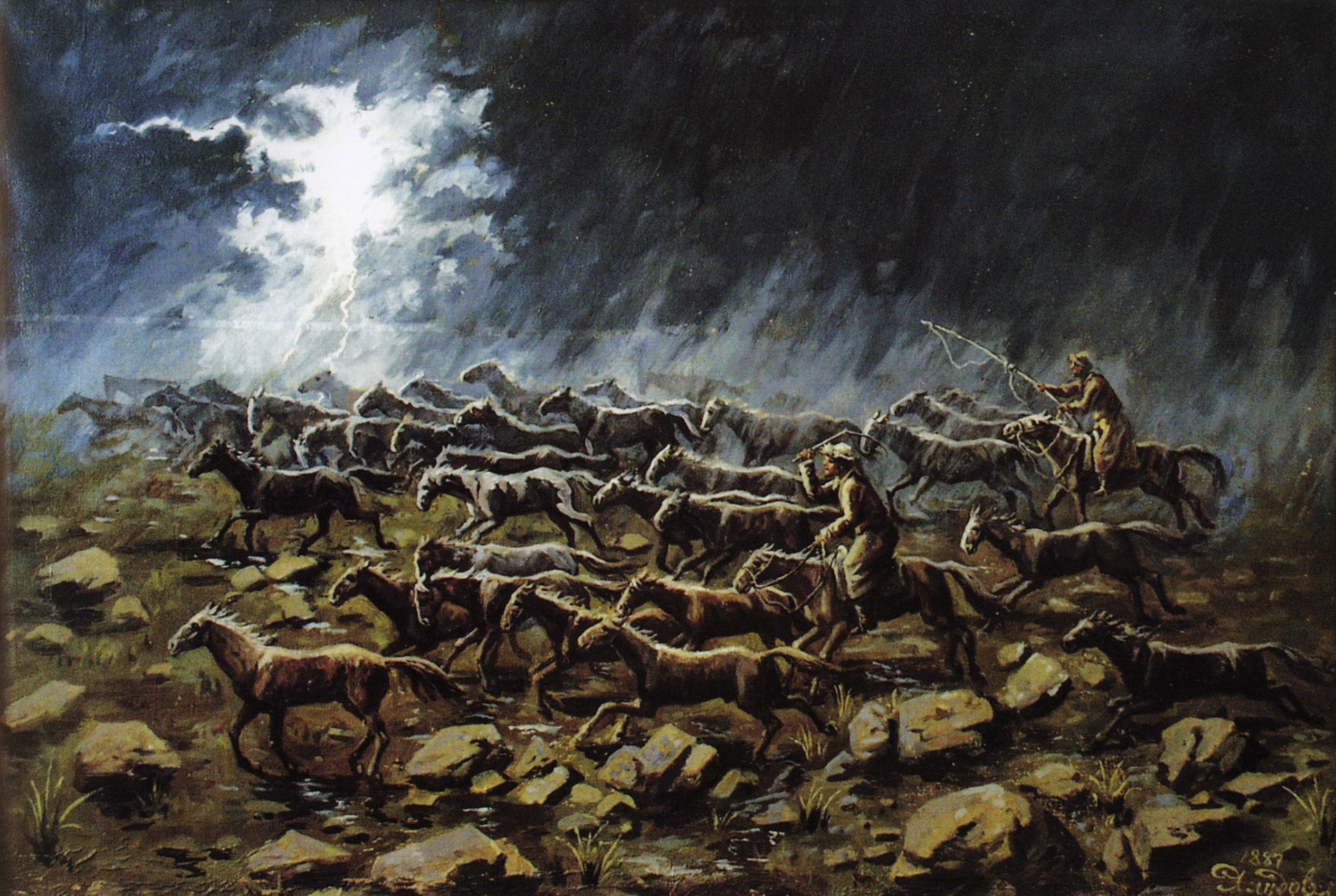
Николай Хлудов. «Барымта ночью». Российская империя, Степное генерал-губернаторство, Семиреченская область, 1887 г.
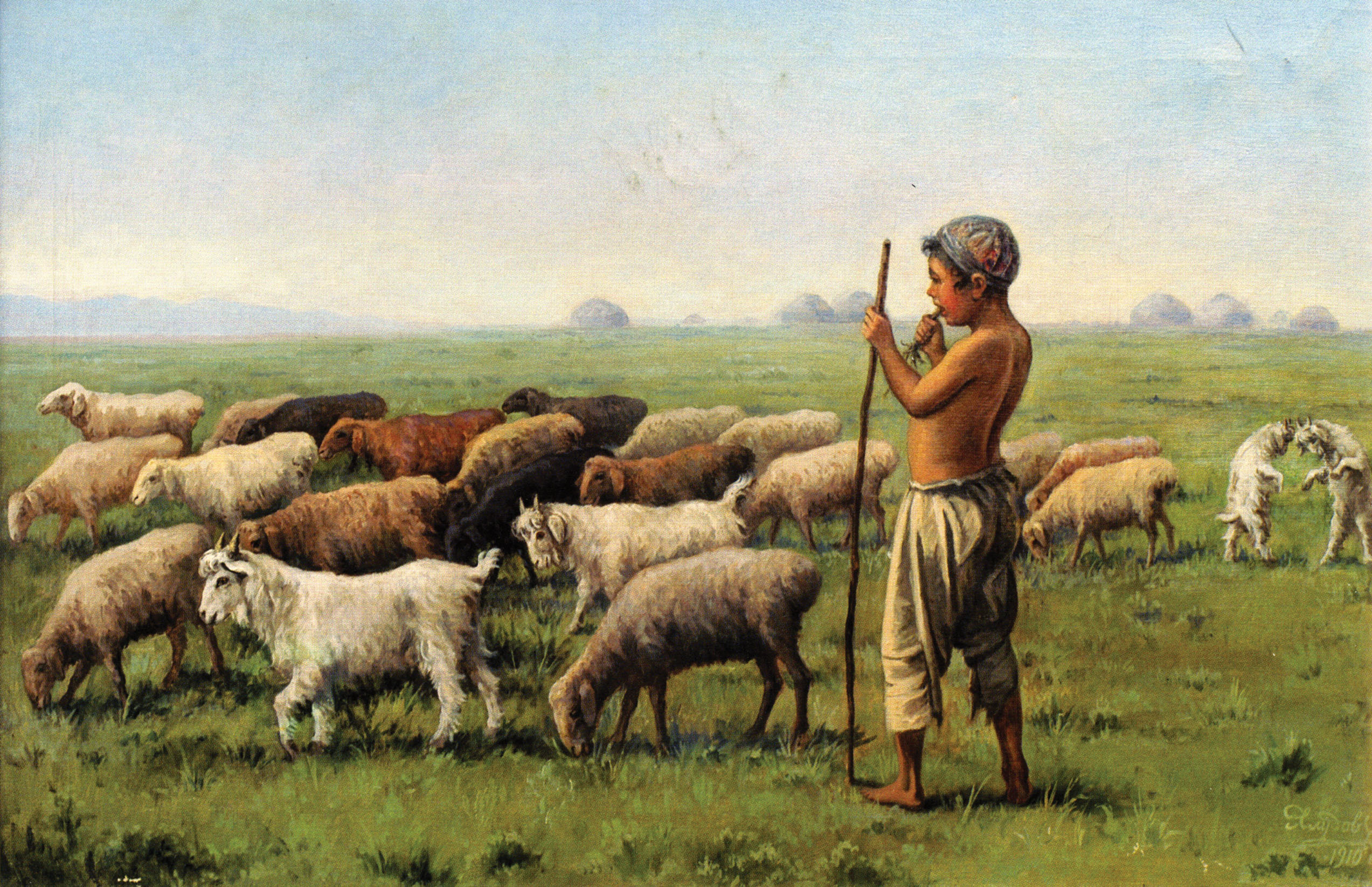
Николай Хлудов. «Пастушок в степи». Российская империя, Туркестанское генерал-губернаторство, Семиреченская область, 1910 г.
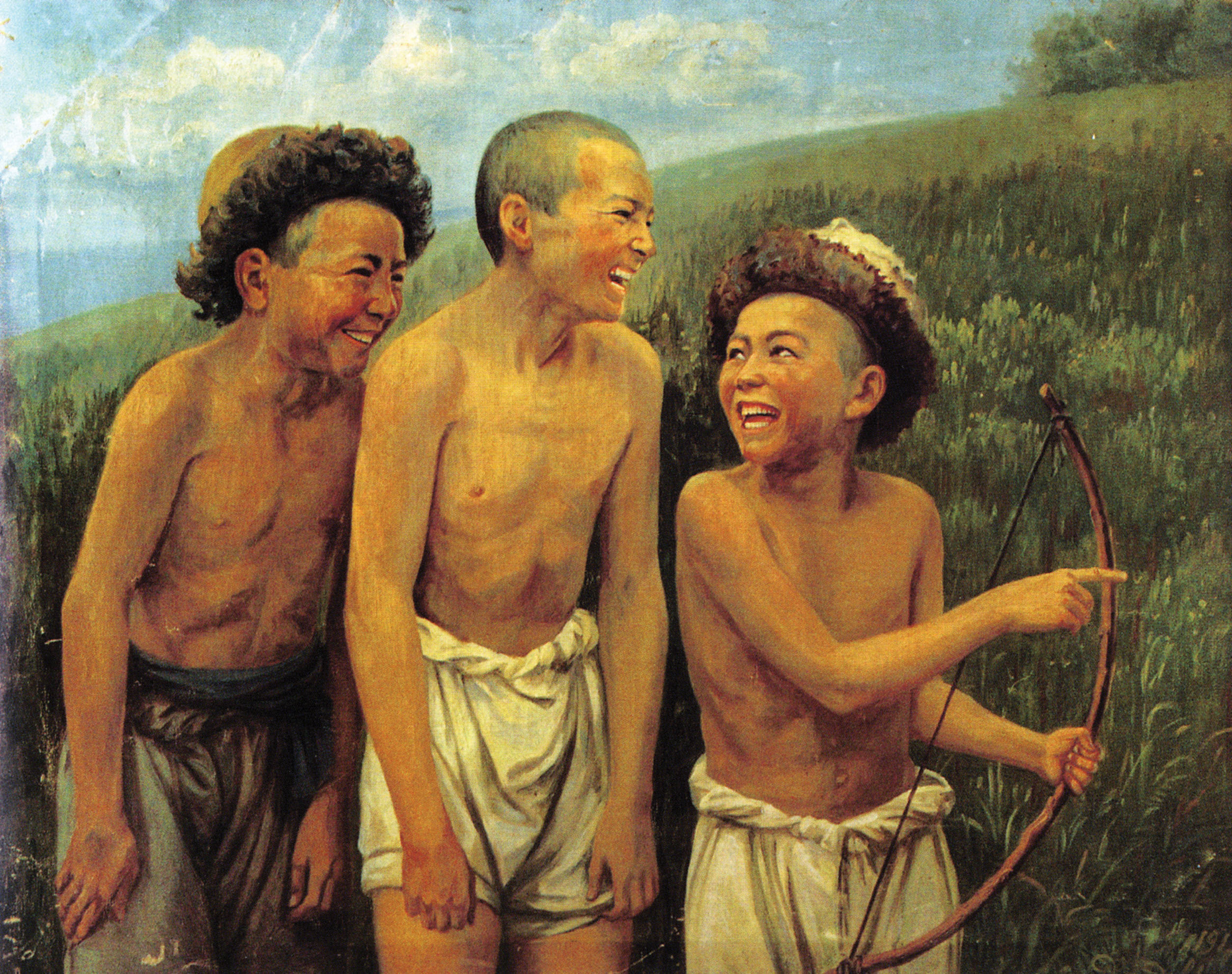
Николай Хлудов. «Молодые охотники». Российская империя, Туркестанское генерал-губернаторство, Семиреченская область, Верненский уезд, Чемолганская волость, 1913 г.

## Директора музея
Ниже представлен список директоров музея:
- А. М. Жиренчин (1942—1951);
- С. С. Есова (1956—1973);
- Р. И. Космамбетова (1974—1995);
- Г. Б. Дюсенбинова (1995—1997);
- Е. Т. Жангелдин (1997—1999);
- Алимбай Нурсан (1999—2022);
- Рашида Харипова (2022—2024).
- Галия Темиртон.  (и.о.директора) (2024 - по настоящее время)